# Levinus Warner

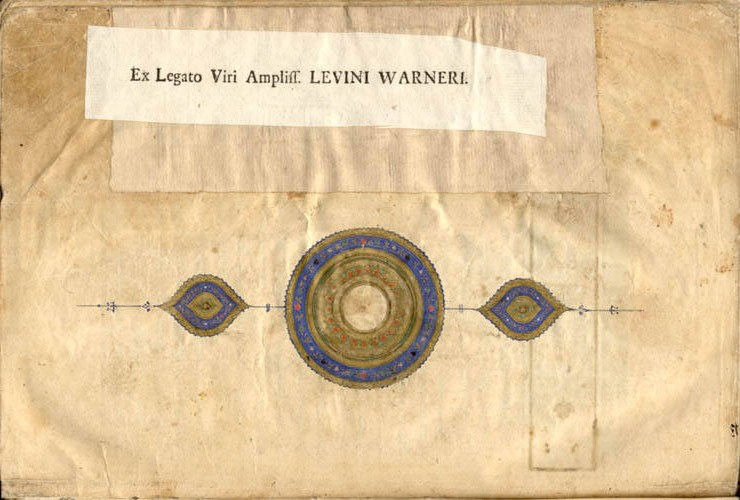
Orientalisches Manuskript aus der Bibliothek Levinus Warners; zwischen 934 und 1020

Levinus Warner oder Levinus Warnerus (* 1618 oder 1619 in Lippe; † 22. Juni 1665 in Istanbul) war ein deutscher Orientalist, Manuskriptensammler und der Diplomat der niederländischen Republik im Osmanischen Reich.

## Leben

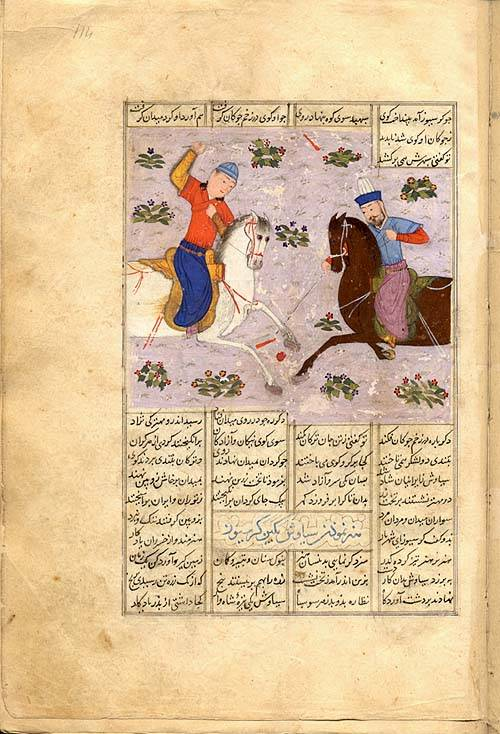
Manuskript (934–1020); gespendet von Levinus Warner

Levinus Warner wurde 1618 oder 1619 in Lippe geboren. Nach seinem Schulabschluss am Alten Gymnasium in Bremen wurde er 1636 für das Athenaeum in Bremen zugelassen. Am Athenaeum lernte er vom Schulleiter Ludwig Crocius orientalische Sprachen. Im Mai 1638 immatrikulierte er als Student an der Universität Leiden in den Niederlanden (niederländisch Universiteit Leiden) Philosophie. Unter Jacobus Golius studierte er ebenfalls weiter orientalische Sprachen, bei Constantijn L’Empereur (1591–1648) erhielt er Biblisches Hebräisch. Seinen Lebensunterhalt verdiente Warner als Lehrer für die Neffen von Radslav Kinský. 1642 ging er mit einigen Schülern nach Amsterdam, wo er den Hebräer und Drucker Menasse ben Israel traf. In den Jahren 1642 bis 1644 veröffentlichte er vier kleine Abhandlungen über orientalische Themen. Über den Landweg ging er im Oktober 1644 erst nach Danzig und dann nach Lemberg (ukrainisch Lwiw). Schließlich kam Warner im Herbst 1645 in Konstantinopel an. In den ersten Jahren, in denen er als Sekretär für Nicolaas Ghisbrechti (oder Nicolaas Ghysbrechtsz), einem Juwelier aus dem Süden der Niederlande arbeitete, bis Ghisbrechti resident wurde und er für ihn weiter arbeitete. Nach Ghisbrechtis Tod Ende 1654 bekam Warner im Januar 1655 Besuch von den Generalstaaten. Da die niederländische Republik kein starkes diplomatisches Politik im Osmanischen Reich hatte, fragten sie Warner, ob er diesen Job haben möchte. Warner hatte schon etwas Erfahrung in diplomatischer Politik, da er mit niederländischer Unterstützung in Venedig im kretischen Krieg Piraterie zurückwies. Als Diplomat der niederländischen Republik war seine konsularische Aufgabe, die Wirtschaftsinteressen der Republik im Osmanischen Reich zu vertreten. Besonders im Handelsraum Smyrna (heutiges Izmir) war es seine Aufgabe, die Abwicklung der Schiffe hinzubekommen. Er arbeitete bis zu seinem Tod 1665 als Diplomat. In seiner Lebenszeit sammelte er über 900 osmanische und orientalische Manuskripte, die heute größtenteils in der Universitätsbibliothek Leiden aufbewahrt werden.

## Sammlung der Manuskripte und Bücher
Während seiner zwanzig Jahre, die er in Konstantinopel und im Osmanischen Reich verbrachte, sammelte er über 900 Manuskripte in orientalischer Sprache. Davon sind etwa 600 in Arabisch, etwa 100 in Griechisch, 73 sind in hebräischer Handschrift, zwei Manuskripte sind in Armenisch und in anderen Sprachen verfasst. Außerdem gehörten zu seiner Sammlung noch 218 gedruckte hebräische Bücher. Warner erwarb seine Bücher in einem Buchhandel in Konstantinopel. Muhammad al-'Urdi al-Halabi (1602–1660) bot Warner wegen seiner stockenden und aufhörenden Karriere als Arzt Bücher an. Es gibt Belege, die zeigen, dass Warner manche seiner Manuskripte auf Auktionen erworben hat und diese von hochrangigen Gelehrten osmanischer Bürokraten kommen. Manche Sammlungen können auf private Bibliotheken der Sultanen zurückgewiesen werden. Die meisten Manuskripte beziehen sich nicht auf religiöse Sachen, sondern auf wissenschaftliches, wie Sprache, Literatur, Geschichte, Philosophie oder andere Sachen. Die hebräischen Handschriften bezog er größtenteils aus Karäer (karaim. Къарайм), einer jüdischen Religionsgemeinschaft. Besondere Werke aus seiner Sammlung sind unter anderem:

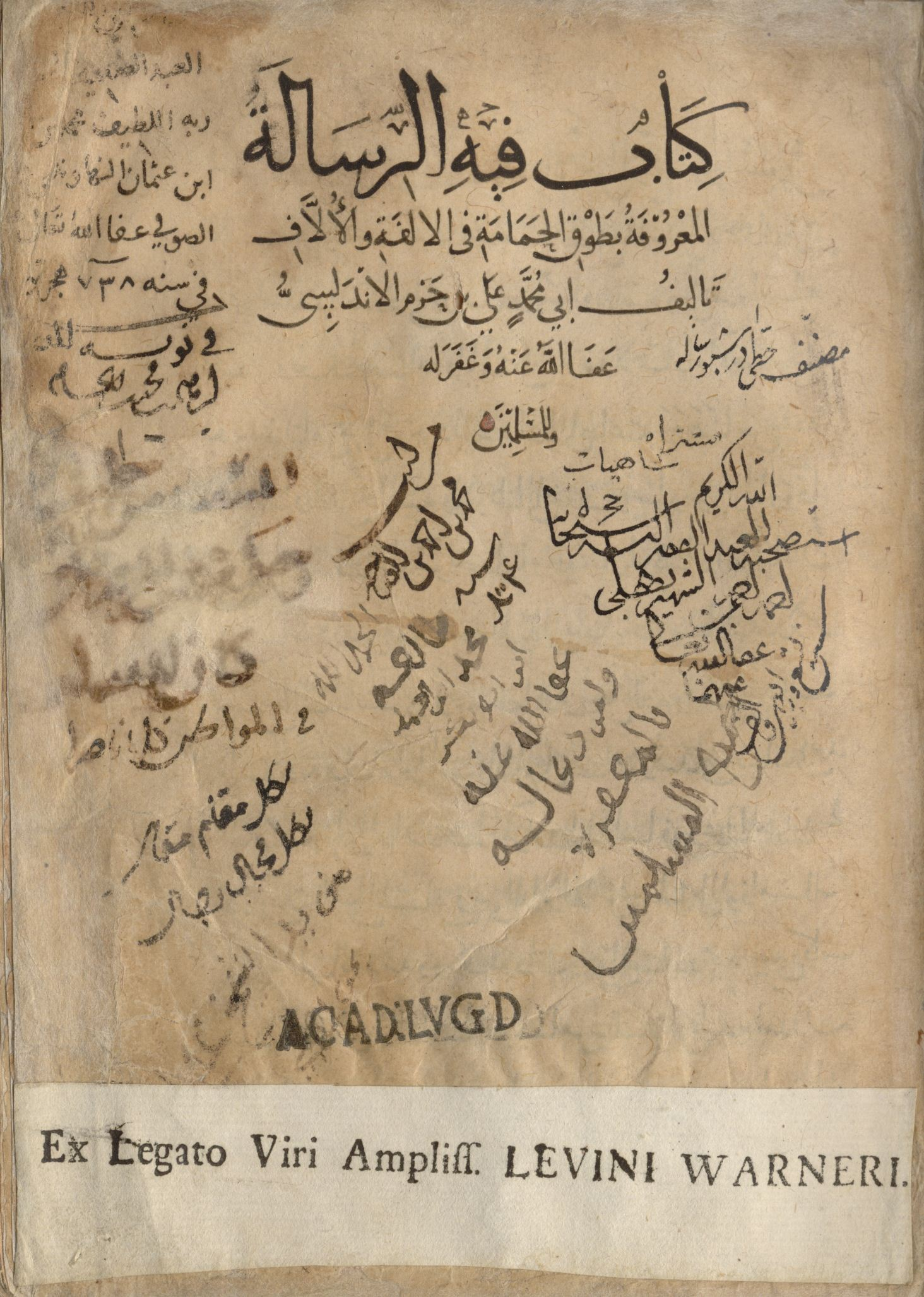
طوق الحمام (deutsch Der Ring der Taube)

- طوق الحمام (deutsch Der Ring der Taube), ein handschriftliches Manuskript von Tawq al-Hamama und eine der ältesten erhaltenen illustrierte arabischen Manuskript mit einem wissenschaftlichen Thema
- كتاب الحشائ (deutsch Unkrautbuch), nach einer Übersetzung Materia medica von Dioskurides Pedanius
- كتاب الحديث (deutsch Buch vom Gespräch), die älteste datierte Handschrift auf einem Papier in der arabischen Welt